# 喜多あおい
喜多 あおい（きた あおい、1964年6月20日 - ）は、リサーチャー。
株式会社ズノーの知的生産計画室執行役員（2017年時点）。

## 来歴・人物
兵庫県神戸市生まれ。1987年に同志社大学文学部国文学専攻を卒業後、教育系の出版社、新聞社、作家秘書などを経る。
地元神戸で予備校の国語教師をしていた28歳の時に、新聞の娯楽欄の『日立 世界・ふしぎ発見!』取材記事にて、リサーチャーという職業の存在を知る。
天職と感じて毎日求人欄をチェックし続けて半年後の29歳の時に、東京にある釜澤安季子らの構成作家事務所・有限会社オンリーユーの求人を見つけて応募、採用。1994年からテレビ番組のリサーチャーを始める。
1998年からは高瀬真尚が率いる株式会社ジーワン（現：株式会社ズノー）に在籍。
2007年の日本テレビ系『ハケンの品格』以降、連続テレビドラマのリサーチにも携わる。
尊敬するリサーチャーとして、ハリウッド映画業界で活躍した、ハロルド・マイケルソンの妻であるリリアンを挙げている。
2015年に「放送ウーマン賞2014」を受賞。

## リサーチ

### テレビドラマ
日本テレビ
- ハケンの品格
- 学校のカイダン
- 家売るオンナ
- 地味にスゴイ! 校閲ガール・河野悦子
- サバイバル・ウェディング

テレビ朝日
- エイジハラスメント
- 黒革の手帖

TBS
- 生まれる。
- 夜のせんせい
- あなたには帰る家がある

フジテレビ
- 暴れん坊ママ
- 任侠ヘルパー
- フリーター、家を買う。
- 外交官 黒田康作
- それでも、生きてゆく
- 独身貴族
- 若者たち2014

### その他
NHK
- クイズ日本人の質問
- ガッテン!
- ファミリーヒストリー

日本テレビ
- 行列のできる法律相談所
- 人生が変わる1分間の深イイ話

テレビ朝日
- SmaSTATION!!
- クイズタイムショック

TBS
- ジョブチューン アノ職業のヒミツぶっちゃけます!
- 林先生が驚く初耳学!
- あさチャン!
- THE TIME,

フジテレビ
- なるほど!ザ・ワールド
- 直撃!シンソウ坂上 ※レファレンス
- セブンルール
- FNS27時間テレビ にほん人は何を食べてきたのか?

## 出演
- メディアのめ 第20回「情報をゲット!ネット検索のワザ」（NHK Eテレ、2013年3月4日）
- お願い!ランキング「ガチ飯マーケティング」（テレビ朝日、2017年10月9日、2018年3月19日・5月15日）
- 超人女子とズケ女（テレビ朝日、2018年10月11日・10月18日）
- シン・ラジオ -ヒューマニスタは、かく語りき-（bayfm、2023年7月11日）

## 著書
- プロフェッショナルの情報術 なぜ、ネットだけではダメなのか？ （2011年7月30日、祥伝社） ISBN 978-4396614010
- 勝てる「資料」をスピーディーに作るたった1つの原則 （2015年3月24日、マイナビ新書） ISBN 978-4839952709
- 必要な情報を手に入れるプロのコツ （2018年8月9日、祥伝社黄金文庫） ISBN 978-4396317416